# Provinciale weg 969
De provinciale weg 969 (N969) is een provinciale weg in de Nederlandse provincie Groningen. De weg vormt een verbinding tussen de N368 nabij Blijham en de Duitse grens nabij Bellingwolde.
De weg is uitgevoerd als tweestrooks-gebiedsontsluitingsweg met een maximumsnelheid van 80 km/h. Ter hoogte van Blijham heet de weg Oosteinde, tussen Blijham en Bellingwolde heet de weg Blijhamsterweg. Het gedeelte tussen Bellingwolde en de Duitse grens heet Rhederweg.
In het verlengde van de weg ligt net na de grens richting Rhede (Ems) een aansluiting op de Duitse A31, welke zorgt voor een snelle verbinding met Twente en het Ruhrgebied.
N34 · N46 · N351 · N353 · N354 · N355 · N356 · N357 · N358 · N359 · N360 · N361 · N362 · N363 · N364 · N365 · N366 · N367 · N368 · N369 · N370 · N371 · N372 · N373 · N374 · N375 · N376 · N377 · N378 · N379 · N380 · N381 · N382 · N383 · N384 · N385 · N386 · N387 · N388 · N390 · N391 · N392 · N393 · N398

N851 · N852 · N853 · N854 · N855 · N856 · N857 · N858 · N860 · N861 · N862 · N863 · N865 · N910 · N913 · N917 · N918 · N919 · N924 · N927 · N928 · N962 · N963 · N964 · N966 · N967 · N969 · N972 · N973 · N974 · N975 · N976 · N977 · N978 · N979 · N980 · N981 · N982 · N983 · N984 · N985 · N986 · N987 · N988 · N989 · N990 · N991 · N992 · N993 · N994 · N995 · N996 · N997 · N998 · N999

Cursief vermelde wegen zijn voormalige provinciale wegen.